# Saarbrücker Altstadtfest

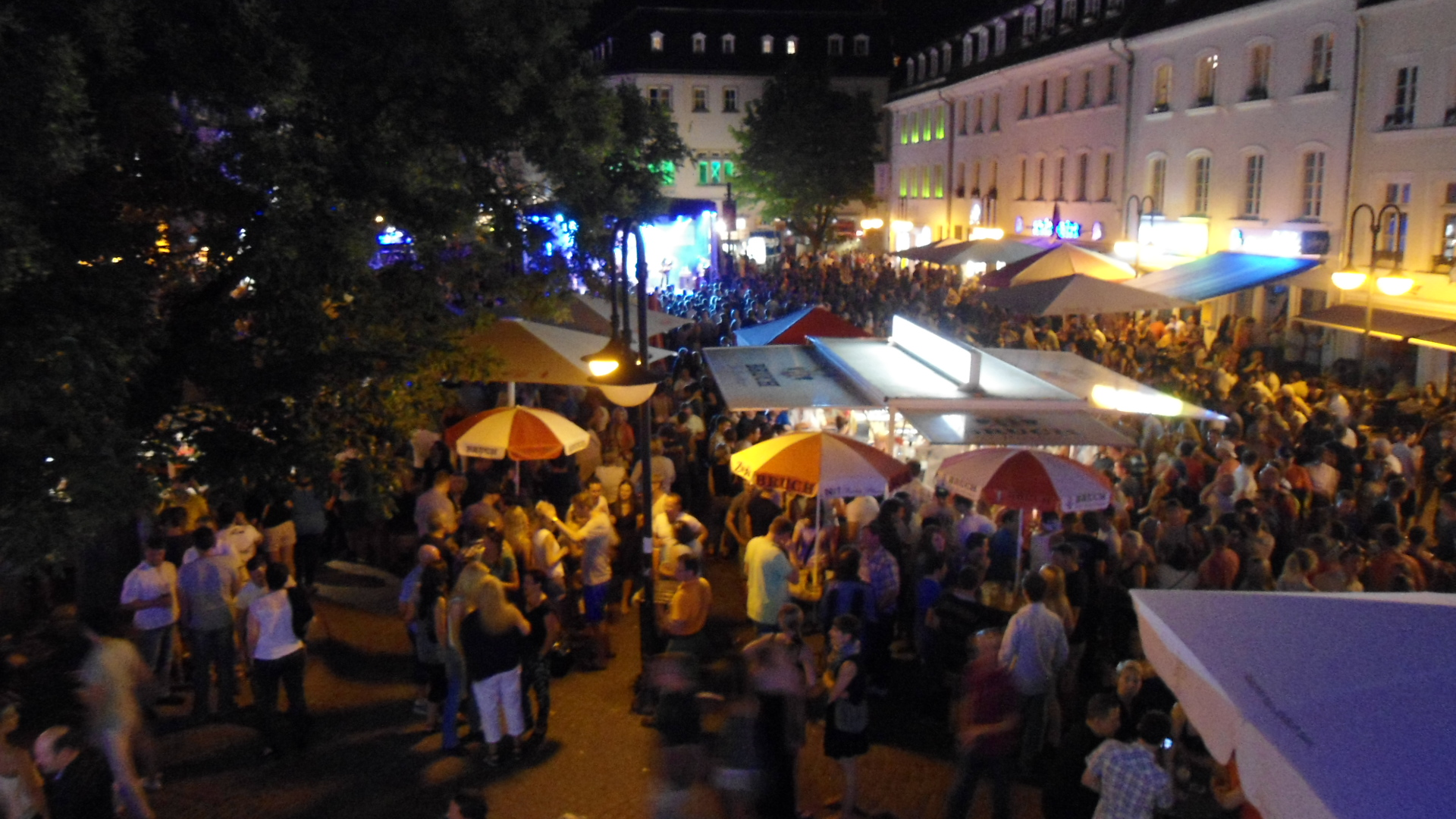
Das Saarbrücker Altstadtfest 2014 auf dem St. Johanner Markt

Das Saarbrücker Altstadtfest ist ein seit 1975 jährlich stattfindendes Stadtfest in Saarbrücken mit über 200.000 Besuchern an drei Tagen.

## Geschichte
Das Saarbrücker Altstadtfest entstand aus einer Bürgerinitiative heraus. Bei einer Gründungsversammlung, initiiert durch eine Anzeige in der Saarbrücker Zeitung, schlossen sich Jörn Wallacher, Hildegard Redicker und Helmut Müller zusammen, um das erste Fest zu organisieren. Mit Unterstützung des Kulturamts entstand das Altstadtfest, das ein Augenmerk auf die sanierungsbedürftige Altstadt Saarbrückens legen sollte und der Kleinkunstszene eine Bühne bereiten sollte. Die erste Veranstaltung dieser Art lockte zahlreiche Besucher an. Im Rahmenprogramm traten sowohl internationale Größen wie Patricia Kaas als auch saarländische Künstler wie Gerd Dudenhöffer und Alice Hoffmann auf. Die Resonanz auf das zunächst rein durch den Getränkeverkauf getragene Fest war so gut, dass die Bürgerinitiative beschloss, weitere Veranstaltungen dieser Art zu planen. Dazu gab man sich den Namen „Saarbrücker Bürgerforum“. Die nächsten Jahre organisierte man das Fest auf eigenes Risiko, bis sich schließlich die Stadt Saarbrücken an den Kosten beteiligte.
Das Konzept bestand daraus, neben einem künstlerischen Rahmenprogramm auch auf gesellschaftspolitische und städtebauliche Themen aufmerksam zu machen. In diesem Sinne gab es immer sonntags eine Podiumsdiskussion auf dem St. Johanner Markt. Des Weiteren gab es Infostände verschiedener Initiativen und Organisationen. War ein Problem städtebaulicher Natur, so verlagerte sich das Fest auch dorthin, beispielsweise als der Wiederaufbau des Saarbrücker Schlosses thematisiert wurde. So wurde auf Betreiben des Bürgerforums statt eines Wiederaufbaus im Stil von Friedrich Joachim Stengel der Architekt Gottfried Böhm hinzugezogen.
1984 kam es zum Streit zwischen Stadt und Bürgerforum, nachdem die Stadt das Motto „Neue Armut“ ablehnte. Das Bürgerforum wollte das Fest daraufhin ausfallen lassen, doch die Stadtverwaltung lehnte dies ab. Damit beendete das Bürgerforum seine Organisationsarbeit und das Kulturamt Saarbrücken wurde neuer Ausrichter der Veranstaltung. Dieses legte den Fokus mehr auf das künstlerische Programm. Nur 2000, zum 25. Jubiläum, beteiligte sich das Bürgerforum wieder. Bis 2007 war Walter Pitz Hauptverantwortlicher für das Altstadtfest, an seine Stelle trat Norbert Küntzer, der vor allem das Kulturprogramm ausbaute.

## Ausrichtung
Seit der Neuausrichtung ab 1988 und besonders ab 2007 stehen im Mittelpunkt der Veranstaltung die großen Bühnen vor und hinter dem Saarländischen Staatstheater, im Innenhof der Stadtgalerie und am St. Johanner Markt. Für das musikalische Rahmenprogramm konnten Pop- und Rockgrößen wie Jupiter Jones, Knorkator, Stefanie Heinzmann, Polarkreis 18 oder Jan Josef Liefers gewonnen werden.